# انفجار مسجد در قطیف
انفجار در مسجد امام علی انفجاری است که در شهرک القدیح از توابع شهرستان القطیف استان شرقی عربستان سعودی در تاریخ ۲۲ مه ۲۰۱۵م در هنگام برگزاری نماز جمعه روی داد. داعش مسوولیت این انفجار را به عهده گرفته‌است. این انفجار منجر به کشته شدن ۲۲ تن و زخمی شدن ۱۰۲ تن دیگر شد.

## واکنش‌ها
برخی از کشورها این حمله تروریستی را محکوم کردند از جمله:
- سازمان ملل
- ایران
- عربستان سعودی
- لبنان[۴]
- بحرین. شیخ علی سلمان دبیرکل جمعیت الوفاق بحرینی این انفجار تروریستی را محکوم کرد و آن را نتیجه اقدامات طایفه‌ای و تندروی فکری و تفرقه افکنی آل سعود دانست.[۵]